# Manzonia
Manzonia is een geslacht van weekdieren uit de klasse van de Gastropoda (slakken).

## Soorten
- Manzonia alexandrei Gofas, 2010
- Manzonia arata Gofas, 2007
- Manzonia bacalladoi Segers & Swinnen, 2002
- Manzonia boavistensis Rolán, 1987
- Manzonia boettgeri Cossmann, 1921 †
- Manzonia boogi Moolenbeek & Faber, 1987
- Manzonia boucheti Amati, 1992
- Manzonia bravensis Rolán, 1987
- Manzonia carboverdensis Rolán, 1987
- Manzonia castanea Moolenbeek & Faber, 1987
- Manzonia crassa (Kanmacher, 1798)
- Manzonia crispa (Watson, 1873)
- Manzonia darwini Moolenbeek & Faber, 1987
- Manzonia dionisi Rolán, 1987
- Manzonia epima (Dall & Simpson, 1901)
- Manzonia falunica (Morgan, 1915) †
- Manzonia fusulus Gofas, 2007
- Manzonia geometrica Beck & Gofas, 2007
- Manzonia guitiani Rolán, 1987
- Manzonia heroensis Moolenbeek & Hoenselaar, 1992
- Manzonia insulsa Rolán, 1987
- Manzonia lanzarottii Moolenbeek & Faber, 1987
- Manzonia lusitanica Gofas, 2007
- Manzonia madeirensis Moolenbeek & Faber, 1987
- Manzonia manzoniana (Rolán, 1987)
- Manzonia martinsi Ávila & Cordeiro, 2015
- Manzonia overdiepi van Aartsen, 1983
- Manzonia pontileviensis (Morgan, 1915) †
- Manzonia salensis Rolán, 1987
- Manzonia segadei Rolán, 1987
- Manzonia subspinicosta Cossmann, 1921 †
- Manzonia taeniata Gofas, 2007
- Manzonia talaverai Moolenbeek & Faber, 1987
- Manzonia unifasciata Dautzenberg, 1889
- Manzonia vigoensis (Rolán, 1983)
- Manzonia wilmae Moolenbeek & Faber, 1987
- Manzonia xicoi Rolán, 1987